# Giovanni Giacomo Meyer
Giovanni Giacomo Meyer (Regensdorf, 1792 – Scafati, 4 aprile 1872) è stato un imprenditore svizzero figlio di un falegname e rimasto orfano in tenera età.

## Biografia
Meyer emigrò all'estero per trovare fortuna e nel 1817, giunse a Piedimonte d'Alife (l'attuale Piedimonte Matese) insieme a Rachele Wunderli; si sposò con quest'ultima a Roma nel 1823. Lì chiese lavoro ad Egg, anch'esso svizzero, il quale aveva una fabbrica tessile nel sito dove sorgeva il convento abbandonato del Carmine. Fece rapidamente carriera in azienda diventando caposala del reparto tintoria e candeggio.
Nel frattempo, a Scafati, in riva al fiume Sarno sorse un nucleo industriale-tintorio, nel luogo proprio dove adesso sorge il municipio. Quest'edificio fu prima di Antonio Bouisson, poi di un negoziante francese Francesco Richard e infine di Donna Maria Antonia Oliva Grimaldi, principessa di Gerace. Meyer arrivò a Scafati nel 1824 perché aveva saputo che nel 1812 questa nobildonna aveva installato una tintoria, che lui acquistò chiamandola “Tintoria Rosso di Adrianopoli” e a cui diede una certa rinomanza.
Nel 1825 si associò con Giovanni Rodolfo Zollinger, chiamando così lo stabilimento “Meyer & Zollinger” e ingrandendosi con una tintoria a quadri; suscitò una certa considerazione anche presso la corte reale. All'epoca, nella tintoria lavoravano più di 1500 persone, ma a seguito del colera del 1837 e di una grande inondazione del fiume Sarno nel 1841, dovette liquidare Zollinger nel 16 aprile 1851.
La ditta riprese la sua attività nelle mani del figlio Arnoldo.